# Placilla
Placilla é uma comuna da província de Colchagua, localizada na Região de O'Higgins, Chile. Possui uma área de 146,9 km² e uma população de 8.078 habitantes (2002).